# Provincia di Maipo
La provincia di Maipo è una provincia della Regione Metropolitana di Santiago nel Cile centrale. Il capoluogo è la città di San Bernardo.
Al censimento del 2012 possedeva una popolazione di 440.591 abitanti.

## Geografia antropica

### Suddivisioni amministrative
La provincia è divisa in 4 comuni:
- San Bernardo
- Buin
- Paine
- Calera de Tango

## Galleria d'immagini

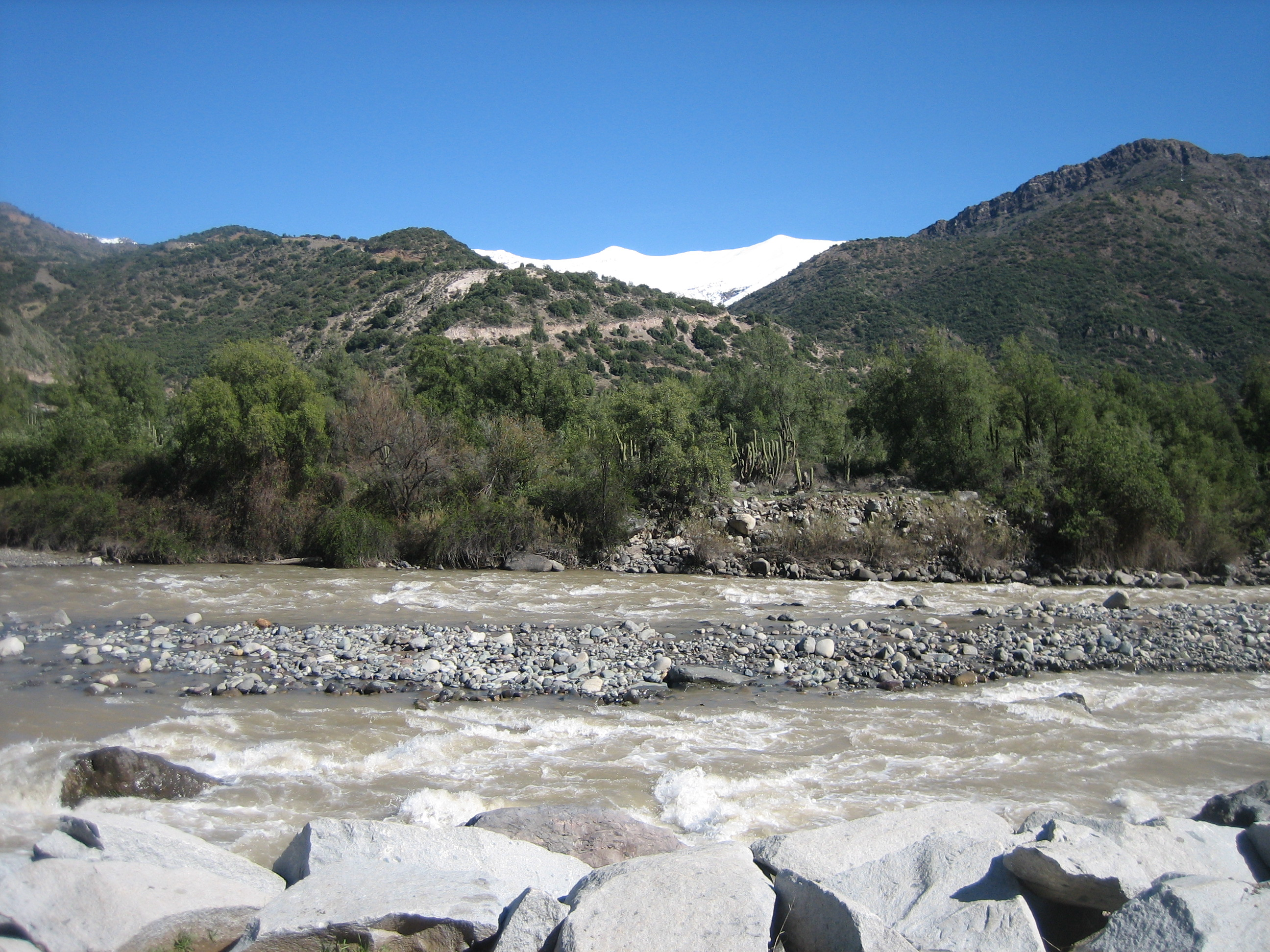
Camino Al Volcán, San José de Maipo
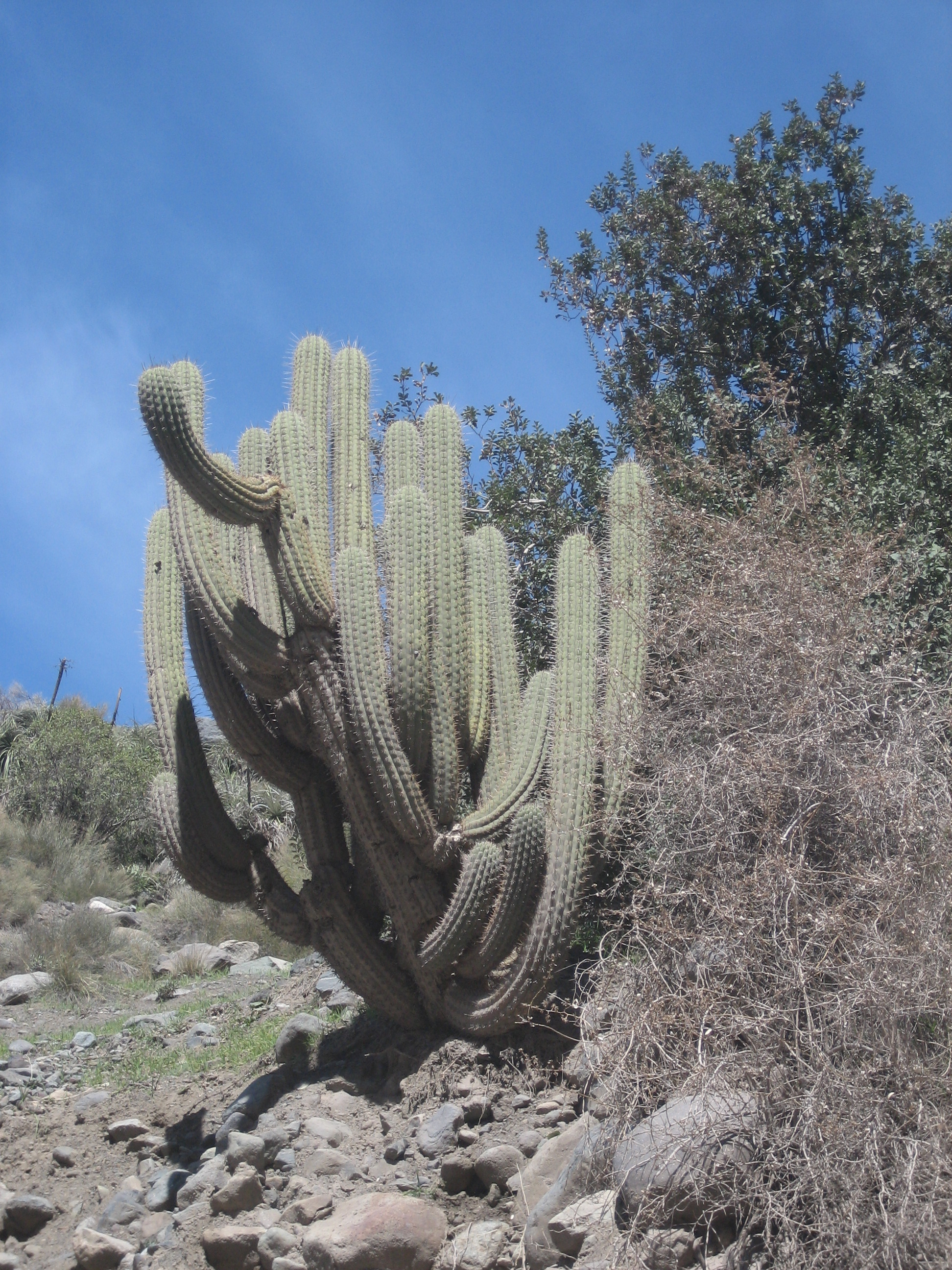
Cactus a San José de Maipo